# Kostel svatého Bartoloměje (Siřejovice)
Římskokatolický filiální kostel svatého Bartoloměje v Siřejovicích je sakrální stavba stojící na rozlehlé obdélné návsi. Od 22. června 2013 je kostel chráněn jako kulturní památka České republiky.

## Historie
Obec Siřejovice je poprvé připomínána roku 1227 jako zboží pražského svatojiřského kláštera benediktinek. Kostel se zde poprvé uvádí roku 1363. Jeho pozůstatkem je nejméně spodní část věže s hrotitými okénky v prvním patře a obdélnými okénky ve druhém patře s profilovanými ostěními.
Současný kostel je výsledkem pozdně empírové stavby z roku 1846. Úpravou prošel roku 1908 a obnoven byl ve druhé dekádě 20. století.
Duchovní správci kostela jsou uvedeni na stránce: Římskokatolická farnost Čížkovice.

## Architektura

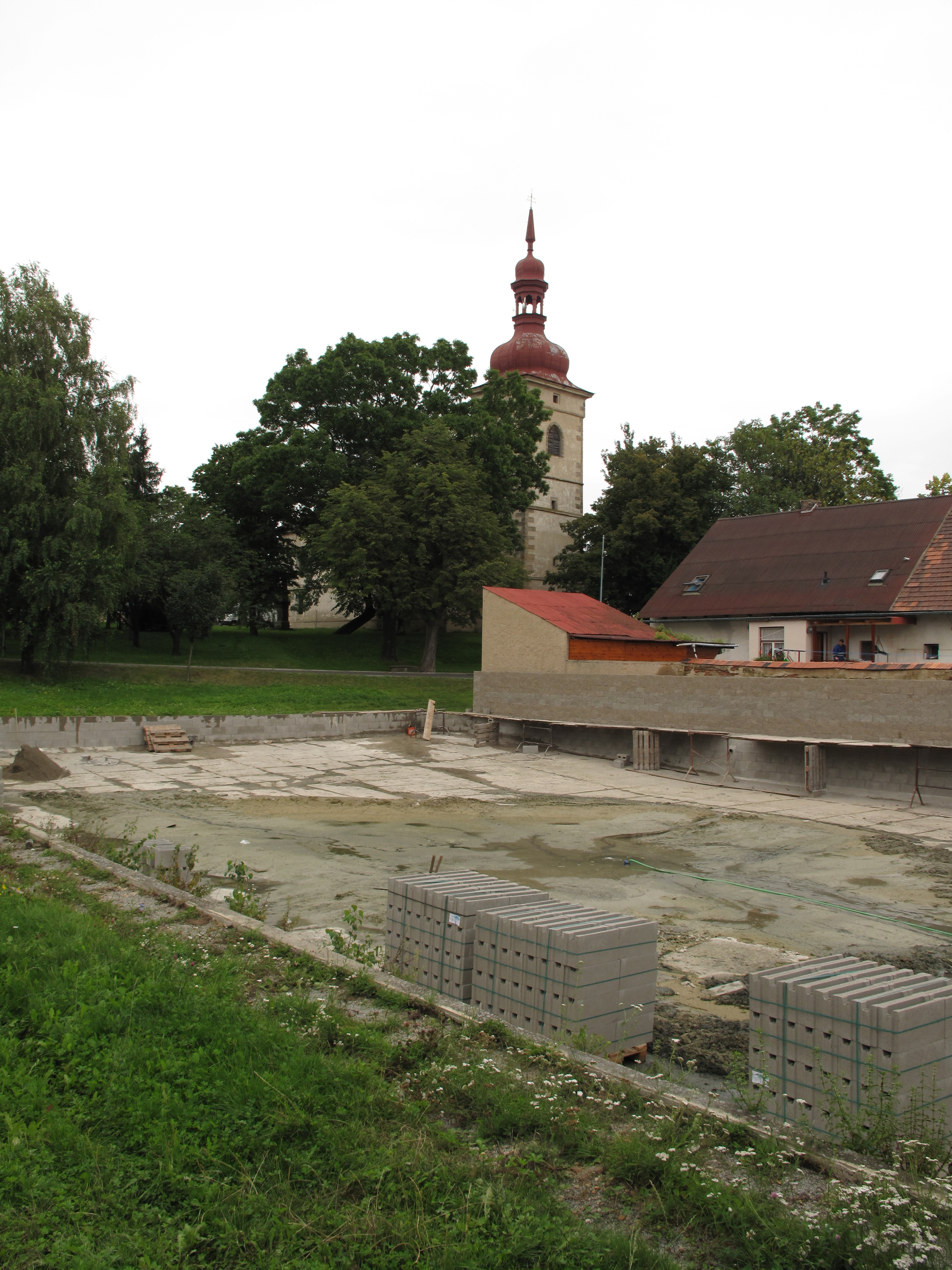
Věž kostela od rybníka na návsi

Jedná se o jednolodní, obdélnou stavbu s rovným závěrem a s mohutnou hranolovou původní gotickou věží, která je předsazena k ose západního průčelí. Stavba má obdélný půdorys bez vystupujícího presbytáře. Boční fasády jsou členěny pásovou římsou. Pod ní jsou obdélná, nahoře polokruhově ukončená okna. V ose jižní stěny je segmentově zakončený portál. Portál je ze severní strany dodatečně zazděn. Závěr je hladký. V jeho ose je obdélný portál s klenákem. Nad ní se nachází oválné okno v polokruhově zakončeném rámci. Ve věži je obdélný portál a v posledním patře polokruhem zakončená okna.
Presbytář je zakončen stlačeným obloukem a obklopen trojstranným ochozem. Nad presbytářem i ochozem je společný plochý strop se štukovými andílčími hlavičkami. V lodi je strop s fabionem. Kruchta spočívá na dvou sloupech s plnou poprsnicí. Podvěží má valenou klenbu.

## Zařízení
Hlavní oltář a dva boční oltáře jsou pseudobarokní. Na hlavním oltáři je obraz sv. Šebestiána. V nikách za oltářem se nacházejí sochy sv. Jana Nepomuckého a sv. Antonína. Je zde rokokové tepané věčné světlo.

## Okolí kostela
U severní stěny kostela stojí socha Bolestného Krista (Ecce homo) z roku 1751 s reliéfem svatého Antonína na soklu. Ještě dále na sever najdeme sochu sv. Anny s malým Ježíškem s reliéfem sv. Václava. Pochází snad z roku 1746 a obnovena byla v roce 1835. V obci je barokní kamenný sloupek z roku 1694 a druhý z roku 1719, se soškou sv. Antonína, se nachází v polích. Zajímavý je postsecesní pomník padlým z I. světové války s motivy dělostřeleckých granátů, stojící jihozápadně od kostela. U obce se nachází výklenková kaple z roku 1813, která byla obnovena v roce 1955.